# José Luzán

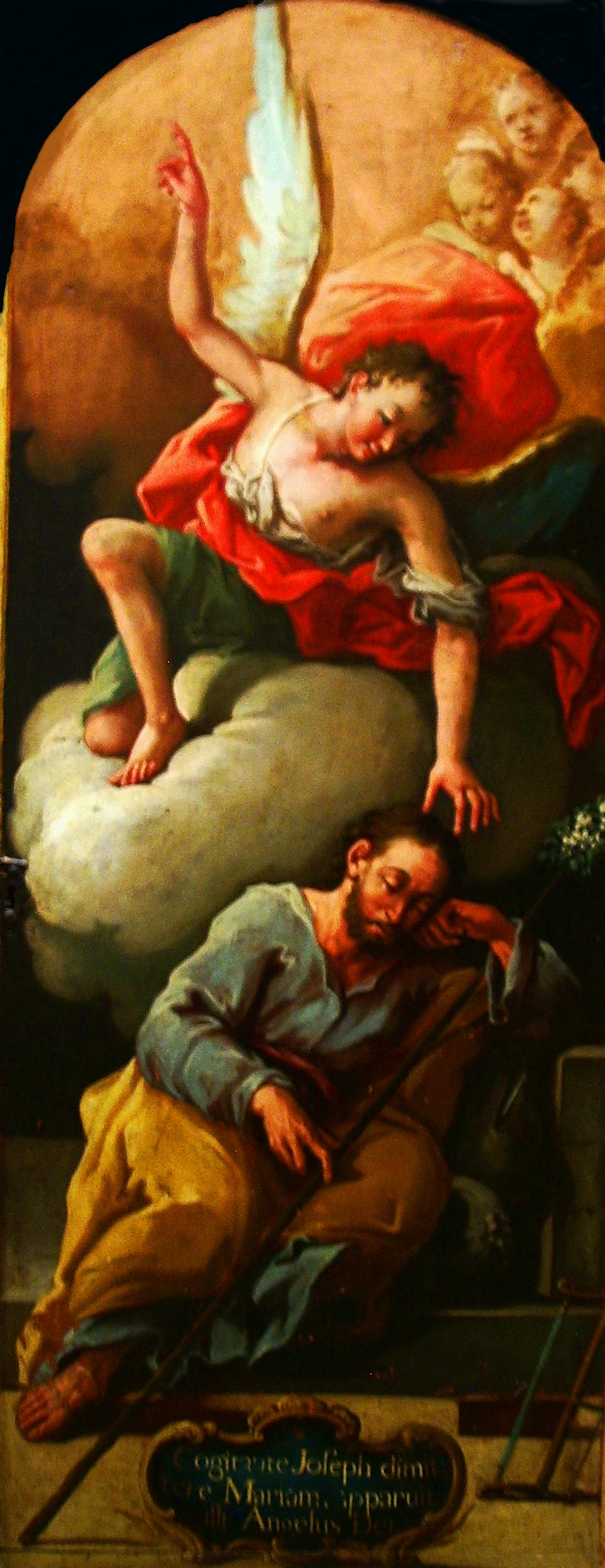
Sueño de San José (Der Schlaf des heiligen Josef) von José Luzán

José Luzán, auch José Luzán y Martínez (* 1710 in Saragossa; † 21. Oktober 1785), war ein spanischer Maler.

## Leben und Wirken
Luzán war der Sohn des Malers und Vergolders Juan Luzán. Dank der Schirmherrschaft der Familie Pignatelli konnte er in Neapel studieren, wo er den italienischen Meister Giuseppe Mastroleo kennenlernte. Er kehrte um 1730 nach Saragossa zurück, um eine Akademie zu gründen. Ab 1741 arbeitete er am Hof des spanischen Königs Philipp V. in Madrid. Das Studium der Sammlungen des königlichen Palastes erlaubte ihm, seinen Stil zu verfeinern. Neben dem düsteren Ton seiner frühen Werke gewann er Gefallen an warmen Farben. In den 1760er Jahren schuf er großformatige Werke. Unter seinen Schülern waren Francisco Bayeu y Subías und Francisco de Goya.
Luzán verließ später Madrid wieder, um die Akademie für Malerei und Bildhauerei in Saragossa zu leiten. Allerdings musste diese wegen finanzieller Schwierigkeiten bald schließen. Als sie 1784 wieder eröffnet wurde, ließ Luzáns Gesundheit keine Lehrtätigkeit mehr zu. Er starb in seiner Heimatstadt im Jahr 1785.